# سوپر جام فوتبال آندورا
 سوپر جام فوتبال آندورا  (به کاتالانی: Andorran Supercup) مسابقه‌ای است که سالانه مابین قهرمان لیگ برتر فوتبال آندورا و قهرمان جام حذفی فوتبال آندورا برگزار میشود.
باشگاه فوتبال سانتا کولوما با ۴ قهرمانی پرافتخارترین تیم این سری مسابقات به حساب می‌آید.

## پرافتخارترین باشگاه‌ها
- باشگاه فوتبال سانتا کولوما: ۴ قهرمانی
- باشگاه فوتبال سانت خولیا: ۴ قهرمانی
- باشگاه فوتبال رانجرز: ۱ قهرمانی